# Panurgica langi
Panurgica langi es una especie de mantis de la familia Hymenopodidae.

## Distribución geográfica
Se encuentra en el Congo, África.